# آمبوسیترا
آمبوسیترا (به لاتین: Ambositra) یک منطقهٔ مسکونی در ماداگاسکار است که در فیانارانسوا واقع شده‌است. آمبوسیترا ۱۵٫۲ کیلومتر مربع مساحت و ۴۱٬۰۷۸ نفر جمعیت دارد و ۱٬۳۴۲ متر بالاتر از سطح دریا واقع شده‌است.